# Stojitá nit
Stojitá nit (angl.: filler thread, něm.: Stehfaden) je vlákenný útvar procházející zpravidla bez ohybů v napřímené poloze vazbou plošných textilií a některých pletenců.

## Použití stojitých nití

### V pleteninách

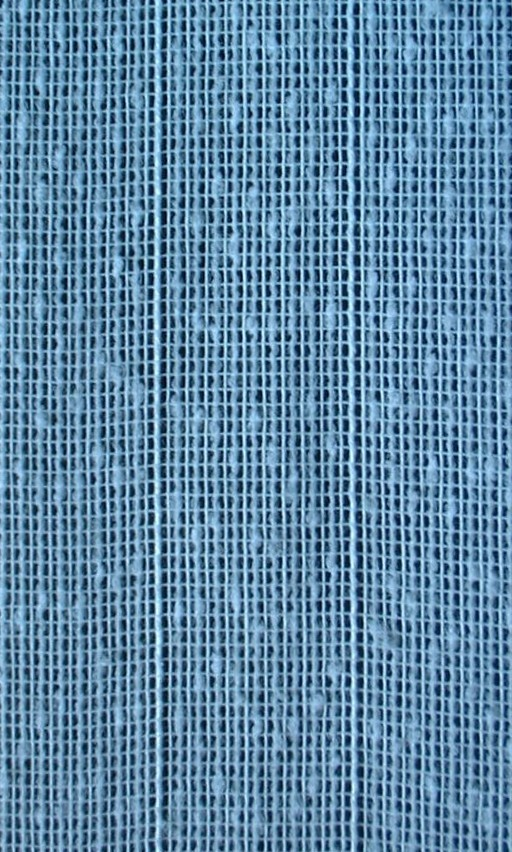
Záclonovina se stojitými nitěmi (efektní příze)

V osnovních pleteninách jsou stojité niti uloženy v podélném směru mezi sloupky oček, očka z osnovních nití (případně spolu s útkovými nitěmi) je jen zachycují, stojitá nit se s nimi neprovazuje. Stojité niti se předkládají navinuté na osnovním válu nebo jednotlivě na cívkách a do pleteniny se vkládají speciálními platinami. Možné je také příčné kladení pro monofilamenty nebo dutá vlákna. Pleteniny se stojitou nití se používají jako výztuž vláknových kompozitů, jako mřížová armatura i jako záclonovina (viz hořejší snímek).
Na galonových stávcích se stojité nitě kladou speciálním vodičem mezi sloupky oček tak, že útek obepíná stojitou nit střídavě z lícní a z rubní strany pleteniny. Výrobky z galonových stávků se uplatňují jen jako zvláštní ozdobné stuhy.
Stojitý útek je útková nit podkládaná pod jehly na osnovních pletacích strojích a zafixovaná do oček pleteniny. Stojitý útek se používá např. u podkladových pletenin pro povrstvené textilie.
V zátažných pleteninách se stojité niti používají jen výjimečně.  

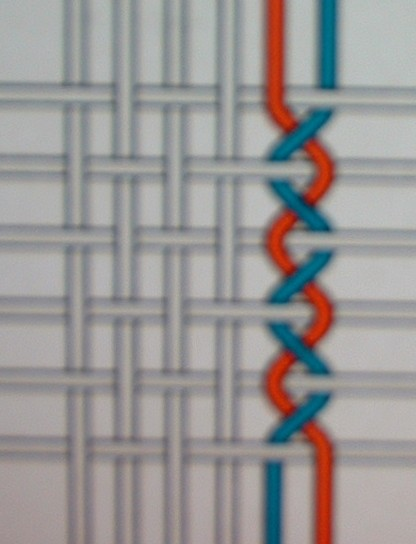
Stojitá nit v perlinkové vazbě

### Ve tkaninách
Ve tkaninách je stojitá nit součástí perlinkové vazby, která se uplatňuje především jako prostředek ke zpevňování kraje tkaniny skoro u všech novějších tkacích strojů. Na dolejším nákresu je znázorněna jedna z možných kombinací, tzv. poloviční perlinka. Stojitá nit (červeně značená) leží na příčně probíhajícím útku, zatímco obtáčecí (modrá) nit je provlečena pod útky a nad stojitou nití.
U úplné perlinky se provazuje stojitá a obtáčecí nit v plátnové vazbě (odchylka od pravidla o stojité niti!) 

### V netkaných textiliích
U netkaných textilií se stojité niti používají zejména jako součást jednosměrných nebo multiaxiálních výztuží. Na speciálních strojích se např. přivádějí stojité niti ve formě osnovy, prokládají útkem a proplétají.
Výztuže se stojitými nitěmi jsou pevnější než např. tkané textilie a uplatňují se proto hlavně jako polotovar pro náročné kompozity. 

### Vpletencích
Stojitá nit je základní element trojrozměrných pletenců. Stojitá nit (zde také nazývaná „osnovní“) probíhá paralelně k ose pletence a je diagonálně omotána dvěma splétacími nitěmi. Na vazbě pletence je nezávislá, pletenec se stojitou nití má vyšší tvarovou stabilitu než dvojrozměrné výrobky. Trojrozměrné pletence se používají zejména k výrobě výztuží trojdimenzionálních vláknových kompozitů.